# Харбург (Швабия)
Харбург (нем. Harburg) — город в Германии, в земле Бавария.
Подчинён административному округу Швабия. Входит в состав района Донау-Рис. Население составляет 5424 человека (на 31 декабря 2010 года). Занимает площадь 73,17 км². Официальный код — 09 7 79 155.

## Достопримечательности
Над городом на высокой скале выситься прекрасно сохранившийся замковый комплекс Харбург.